# Průmyslové muzeum (Ostrava)
Průmyslové muzeum bylo v Ostravě poprvé založeno roku 1945. O rok později byly sbírky přesunuty do opravených prostor bývalého hotelu Royal na Reální ulici. Ten samý rok však byly exponáty násilně vystěhovány na ulici a Průmyslové muzeum Ostrava bylo v roce 1950 oficiálně zrušeno. Zachráněné zbytky sbírek technických exponátů částečně převzalo Ostravské muzeum.

## Vznik
V roce 1993 bylo u příležitosti slavnostního otevření Hornického muzea požádáno ministerstvo kultury o zřízení ostravského Technického muzea. Ministerstvo žádosti vyhovělo a v roce 1994 byl dlouho očekávaný subjekt v Ostravě znovu založen.[zdroj?]
Nové muzeum dostalo darem celý zachovalý areál Dolu Michal (Petr Cingr) v Michálkovicích z roku 1843. Vedení muzea sice nemělo jako jiná technická muzea v republice vysoký roční rozpočet, začalo ale svážet cenné průmyslové exponáty z celého kraje. Práce však byla po třech letech narušena odchodem zkušeného ředitele. Po jeho odchodu ministerstvo kultury dosadilo do uvolněné funkce řadového pracovníka muzea bez odpovídajícího vzdělání a zkušeností. Pod jeho vedením se muzeum začalo měnit z regionálního technického na ryze místní hornické muzeum.

## Zrušení muzea
Neutěšený stav vedl v roce 1999 k vyslání ministerské kontroly, která navrhla k 1. lednu 2000 zrušení muzea včetně rozpočtu na údržbu ostravských technických památek. Zrušení muzea bylo provedeno bez souhlasu města. Ostrava se tak stala jediným průmyslovým regionem v České republice bez státního technického muzea, přestože má Ostravsko nejvíce industriálních památek v zemi.[zdroj?] Darovaný areál převzal do správy Národní památkový ústav, územní pracoviště Ostrava. Protože obsahoval zachovalé provozuschopné zařízení všech stacionárních strojů z roku 1912, byl prohlášen v roce 1993 kulturní památkou a v roce 1995 národní kulturní památkou. V současnosti[kdy?] se používá název Národní kulturní památka Důl Michal.[zdroj?]
Zachovalé budovy dolu postavené v letech 1913–1915 byly projektovány Františkem Fialou. Šatny a koupelny byly dimenzovány až pro 1512 havířů. Hlavní těžební jáma je hluboká 671 metrů. Např. v roce 1916 zde bylo sedmnáct slojí o mocnosti od půl metru do dvou metrů a vytěžilo se přes 383 tisíc tun uhlí. Těžba uhlí byla definitivně ukončena 30. května 1993 (poslední vozík s uhlím), v roce 1994 bylo poslední fárání, v roce 1995 ukončen zásyp jámy. Zajímavostí je prohlídková trasa, kterou návštěvníci absolvují ve stejné podobě, jakou chodili každý den horníci do práce.